# La Pegasus (Star Trek: La nueva generación)
"La Pegasus" es el episodio 12 de la séptima temporada de la serie de televisión de ciencia ficción Star Trek: La nueva generación. Fue exhibida por primera vez el 10 de enero de 1994. 
En este episodio, la tripulación de la nave estelar USS Enterprise-D perteneciente a la Flota Estelar intenta recobrar a la Pegasus', una nave de la Federación que posiblemente contiene tecnología experimental de vital importancia estratégica, y la primera asignación del primer oficial de la Enterprise el comandante William Riker. Este episodio explica porque la Flota Estelar nunca ha desarrollado la tecnología de ocultamiento. 
Riker lucha entre la lealtad que le debe al capitán Jean-Luc Picard y la que le siente que le debe a su antiguo comandante, mientras decisiones tomadas hace doce años regresan para atormentarlo. En un retcon posterior, esto se convierte en la historia base para el episodio final de la serie Star Trek: Enterprise "Estos son los viajes...", narrada a través de la holocubierta de la USS Enterprise-D.

## Trama
A la Enterprise se le ordena realizar una misión prioritaria para recoger a un miembro de la Inteligencia de la Flota Estelar, el almirante Eric Pressman, antiguo comandante de la USS Pegasus, nave donde Will Riker por primera vez sirvió después de graduarse de la Academia de la Flota Estelar. Pressman le informa a Jean-Luc Picard y a Riker que inteligencia ha localizado a la Pegasus en el sistema Devollin cerca de la Zona Romulana. Aunque se presumía destruida, Pressman ordena a la Enterprise que vaya a recobrar los restos de la nave o destruirlos para prevenir que caigan en las manos de los romulanos. En privado, Riker intenta discutir acerca de los eventos desarrollados durante la última misión de la Pegasus con Pressman y además cuestiona las intenciones de este, pero Pressman le ordena a Riker permanecer callado hasta que la actual misión sea completada. Cuando Picard le pregunta posteriormente a Riker acerca su versión de los eventos acaecidos en la Pegasus, Riker le admite que está siguiendo las instrucciones de Pressman, entonces Picard le dice que respeta su silencio pero le advierte que si pone a la Enterprise en peligro, él puede verse en la necesidad de relevar a Riker del mando.
En el sistema Devlin, la Enterprise encuentra un Ave de Guerra romulana claramente buscando a la Pegasus también. Picard y Sirol, el capitán romulano, reconocen cada uno la presencia del otro, creando una situación muy tensa. Aunque los sensores de la Enterprise localizan a la Pegasus enterrada al interior de una gran fisura en un asteroide, Picard ordena moverse para engañar a los Romulanos y alejarlos del lugar. Con los romulanos distraídos, la Enterprise regresa, entra a la fisura del asteroide, y encuentra que la Pegasus está parcialmente fusionada con el asteroide. Pressman y Riker se teletransportan a la Pegasus, y recobran un dispositivo experimental con que la nave estaba equipado y que Riker pensaba que estaba destruido. Riker expresa su desconfianza y su preocupación al tener que retener información del conocimiento de Picard, pero Pressman le recuerda su rango superior. Ellos rápidamente regresan a la Enterprise donde se enteran de que los romulanos han cerrado la fisura atrapando en su interior a la Enterprise. 
Sirol rehúsa abrir la fisura, y les da la alternativa de pedir asilo a bordo de la nave de guerra romulana, permitiéndole así que tanto la Enterprise como la Pegasus sean capturadas por los romulanos. Riker propone una solución usando el dispositivo que ellos tomaron de la Pegasus —un dispositivo de ocultamiento de cambio de fase de la Federación que les permitiría viajar a través de la materia sólida del asteroide y escapar. Pressman está furioso con Riker por romper su silencio, pero Picard reprende a Pressman, recordándole que el desarrollo de un dispositivo de ocultamiento por parte de la Federación es una violación del Tratado de Algeron. Pressman intenta tomar el comando de la Enterprise, pero la tripulación rehúsa seguir sus órdenes. Bajo el comando de Picard, el dispositivo de ocultamiento es instalado en la Enterprise, y usado para escapar del asteroide. El camuflaje es apagado a plena vista de la nave romulana, y Picard le informa a Sirol que la Federación estará contactando al gobierno romulano para informarle de todo el incidente.
Pressman es arrestado y colocado en el calabozo, Riker demanda que él también debe ser arrestado por sus pasadas acciones. En el calabozo, Picard le advierte a Pressman que lo más probable es que él encarará cargos en una corte marcial, aunque Pressman cree que sus muchos aliados en la Flota Estelar lo salvarán. Picard le dice a Riker que su historial quedará marcado por el incidente, pero que él está orgulloso de sus acciones como Primer Oficial. Picard libera a Riker, y los dos se alejan dejando a Pressman sumido en sus pensamientos.